# Helluo
Helluo é um género de coleópteros carabídeos pertencente à subfamília Anthiinae.

## Espécies
O género Helluo contém as seguintes espécies:
- Helluo costatus Bonelli, 1813
- Helluo insignis Sloane, 1890